# Марс (морський термін)

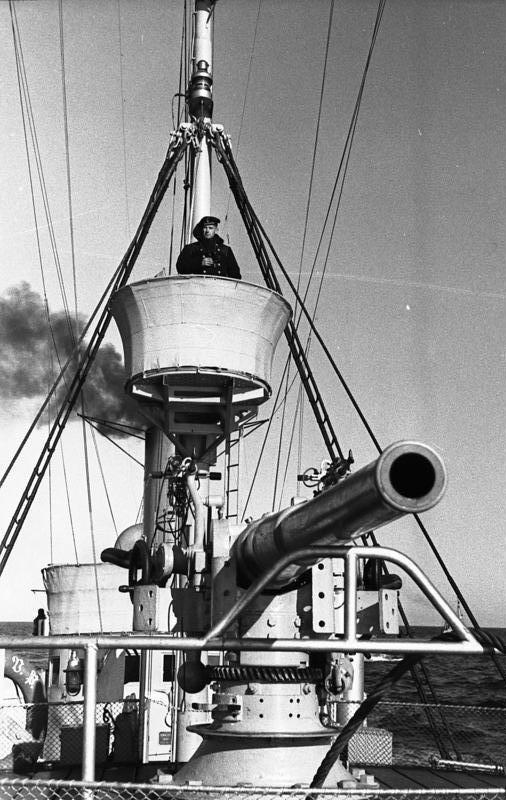
Марс на щоглі форпостенбота

Марс (від нід. mars, пов'язаного з давньоримським богом Марсом; припускається також зв'язок з лат. merx — «товар», через ст.-гол. mers, mars — «кошик для товарів») — майданчик на топі складеної щогли, прикріплений до лонга-салінгів та краспиць. На вітрильних суднах служить для розносу стень-вант і місцем для деяких робіт при постановленні та прибиранні вітрил. З появою систем управління артилерійським вогнем на марсі стали розміщувати далекомірні та прожекторні пости. На марсі військових кораблів, як правило, встановлювалася огорожа (леєри) і під час бою могли розміщуватися стрільці.

## Історія
Попередниками марсів були кошики для спостерігачів, які підвішували до щогл. Від марсів слід відрізняти «воронячі гнізда» — спостерігальні пости у вигляді прикріплених до щогл бочок, діжок. Стародавні марси були оточені високим бортиком, який з часом ставав дедалі нижчим і приблизно у XVIII столітті зник. Первісно круглі, у середині XVIII ст. марси стають прямокутними, із закругленням спереду.
Марс встановлений на конструкцію з 2 лонга-салінгів і 2-3 краспиць. Лонга-салінги прикріплені паралельно діаметральній площині судна обабіч топа щогли, спираючись на чикси — приробки до ахтканта (нижньої частини топа, що має квадратний переріз). Перпендикулярно лонга-салінгам поверх них лежать краспиці, які мають дещо більшу довжину. Поверх лонга-салінгів на топ щогли накладаються огони вант. Для того, щоб гострі краї брусів не перетирали ванти, на лонга-салінгах прикріплені калви — накладки у формі 1/4 циліндра, по округлій частині яких і проходять троси (такі ж накладки встановлені на салінгах).
На майданчик марса зверху прибиті променеподібно вузькі рейки — ребра, що служили опорою для ніг. По боках щогли в марсі зроблені отвори (марсові чи так звані «собачі» діри), у які проходять ванти, огони тросів яких надіваються на топ. Ці ж отвори служили для доступу матросів на марсові майданчики. По краях марсів робили отвори, через які проходили оковки нижніх юферсів стень-вант (путенс-юферсів). В отвори оковок вставляли гаки путенс-вант, що йшли до нижніх вант. Ванти протилежних бортів у місцях їх з'єднання з путенс-вантами зв'язувалися поперечними зв'язками — швіц-сарвень-стропами.
Між лонга-салінгами і передньою краспицею розташований квадратний отвір, призначений для підйому й спуску стеньги. Вище марса на топ щогли встановлений езельгофт, в отвір якого проходить стеньга і своїм шпором за допомогою чеки-шлагтова утримується на лонга-салінгах. Нижче марса кріпляться бейфути рей.
У передньому краї марсового майданчика є кілька отворів, у яких кріпляться троси від закріпленого на штагу видовженого анапуть-блока. Ця снасть (анапуть) призначається для того, щоб запобігти зачепленню марселем за марс.
Марс сучасних вітрильних суден — півкругла чи півеліптична платформа, укріплена на рамі з лонга-салінгів і краспиць. Зверху встановлюють суцільне дощане покриття або решітку-рустер. З боків пророблено отвори для рухомого такелажу. На сталевих щоглах марси зазвичай металеві з дерев'яним майданчиком.
Залежно від розташування марси отримують окремі найменування: фор-марс (на фок-щоглі), грот-марс (на грот-щоглі), крюйс-марс (на бізань-щоглі).
На вітрильних суднах матрос, що несе вахту на марсі, називається марсовим (на інших суднах марсовим називають спеціаліста з такелажних робіт у складі боцманської команди).

## Бойовий марс
Бойовий марс — марс на великому військовому кораблі, який використовувався для установки малокаліберних гармат. Бойові марси існували до початку XX ст. На одному такому марсі могло розміщатися до 10 скорострільних гармат (на Російському імператорському флоті застосовувалися револьверні гармати Готчкісса). Над бойовим марсом на щоглі часто розміщався ще один марс, призначений для встановлення прожектора. Доступ особового складу на ці марси здійснювався гвинтовими сходами, розміщеними у внутрішньому просторі порожнистої щогли, навколо труби елеватора подачі зарядів скорострільних гармат.

## Галерея

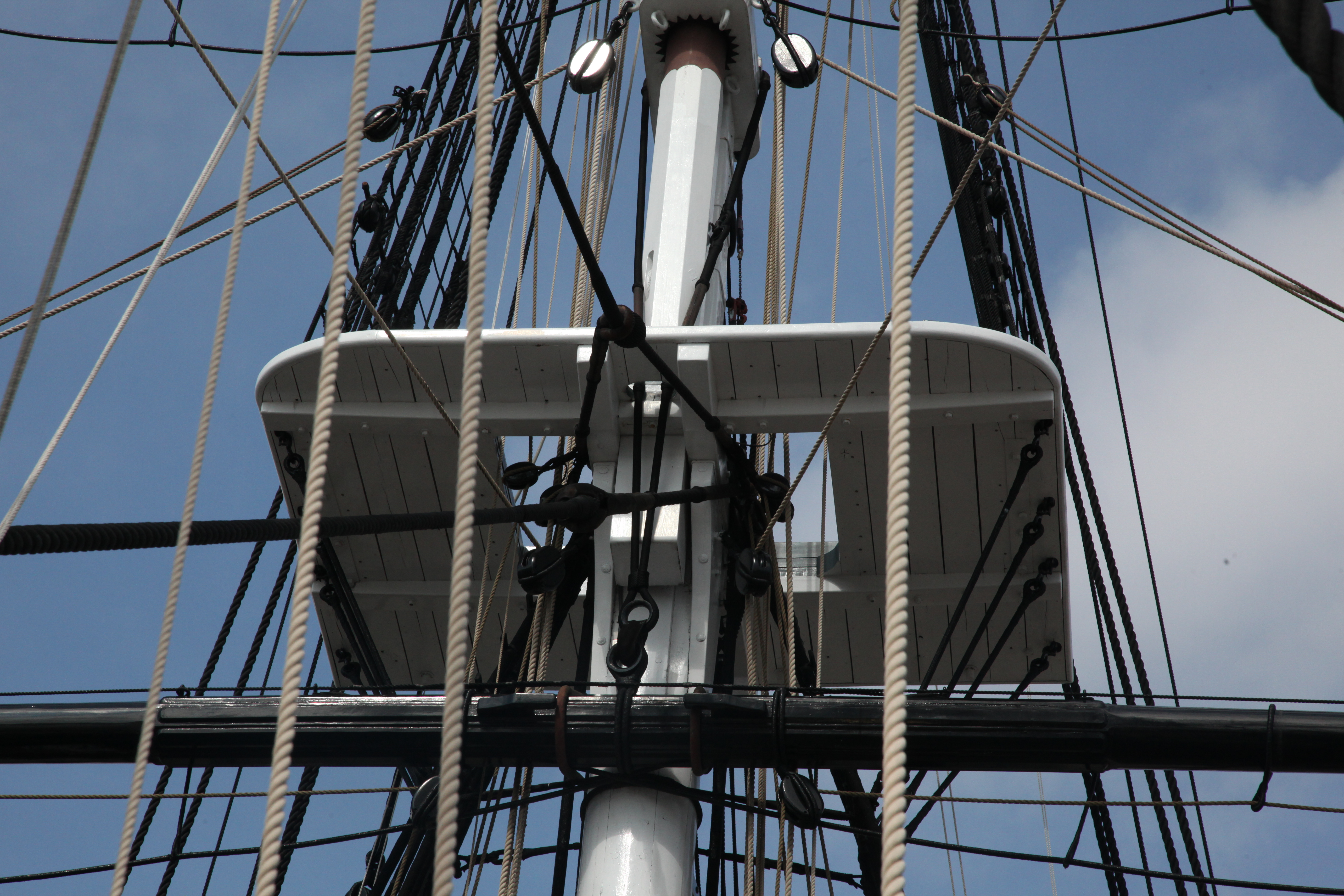
Марс фрегата «Конституція»
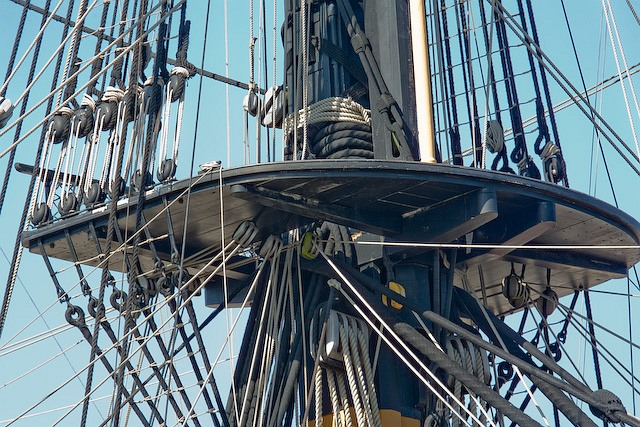
Марс лінійного корабля «Victory»
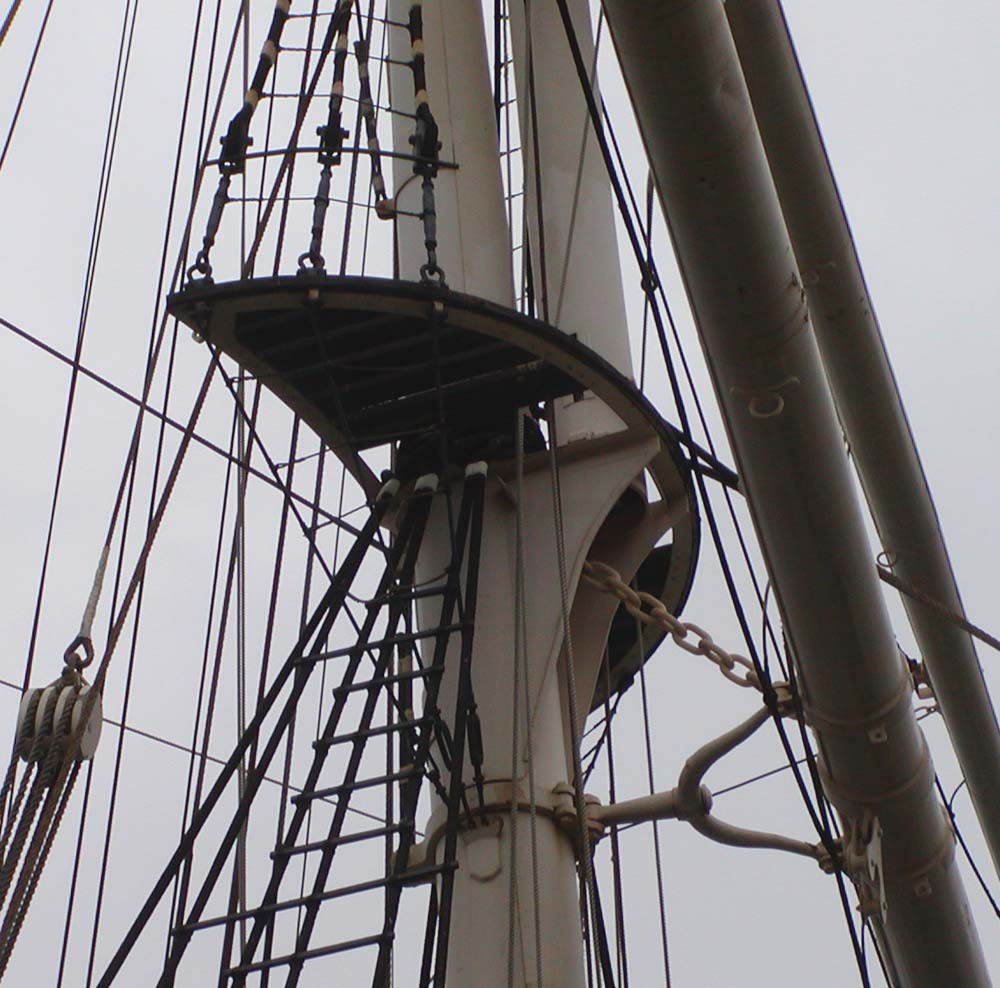
Марс вітрильного танкера «Falls of Clyde[en]»
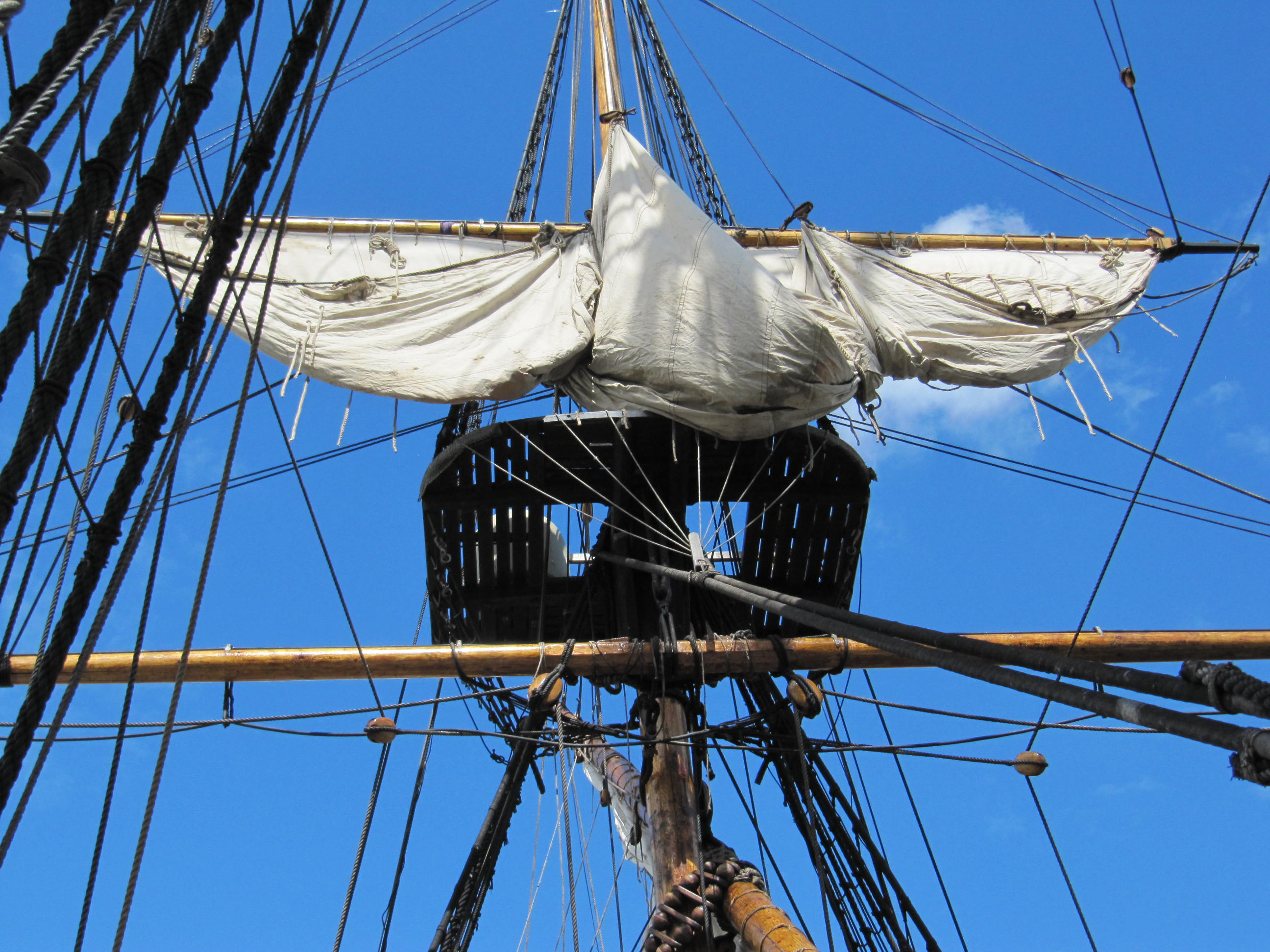
Анапуть на марсі корабля «Götheborg»
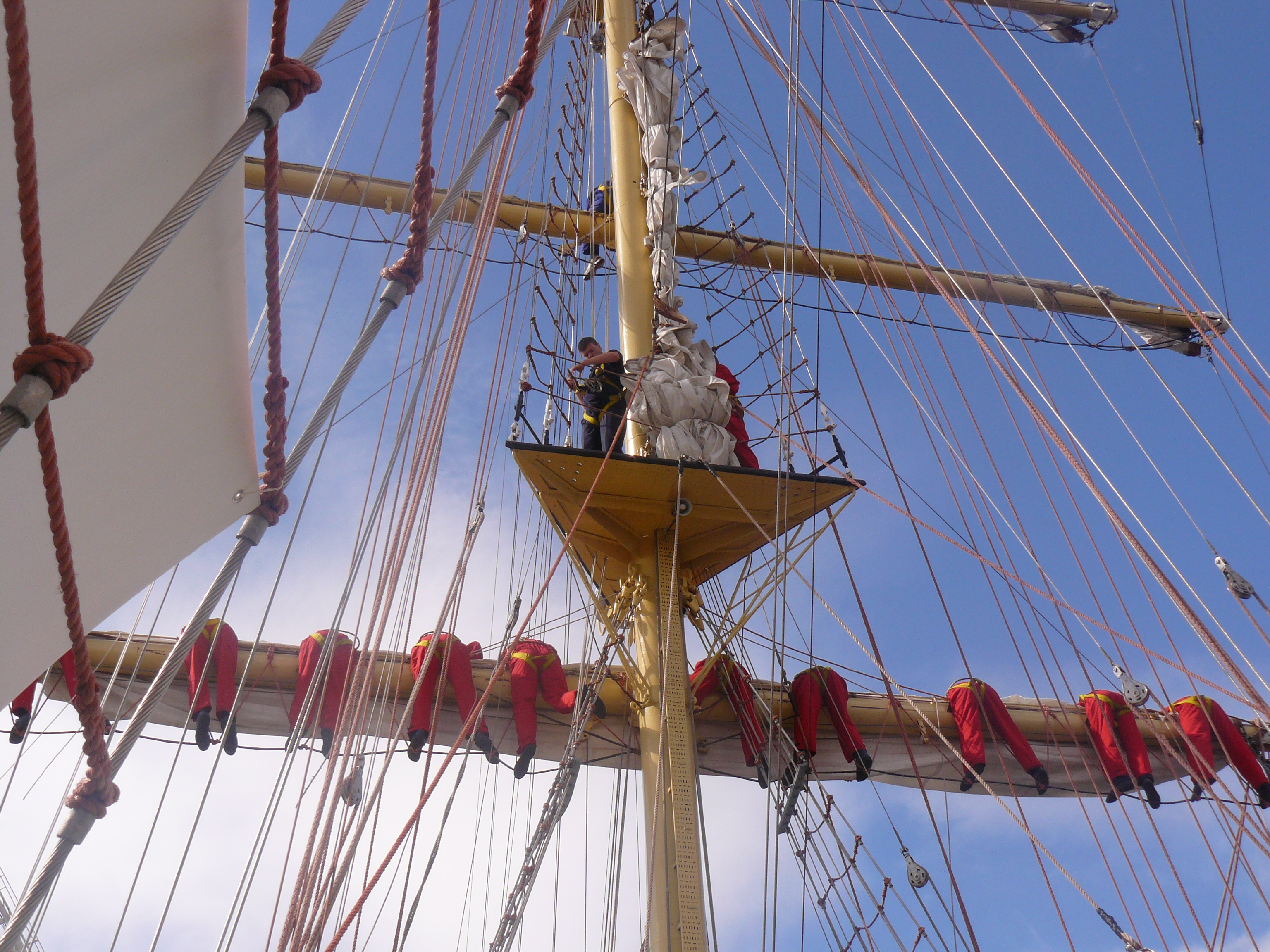
Трикутний марс вітрильника «Іскра[pl]»
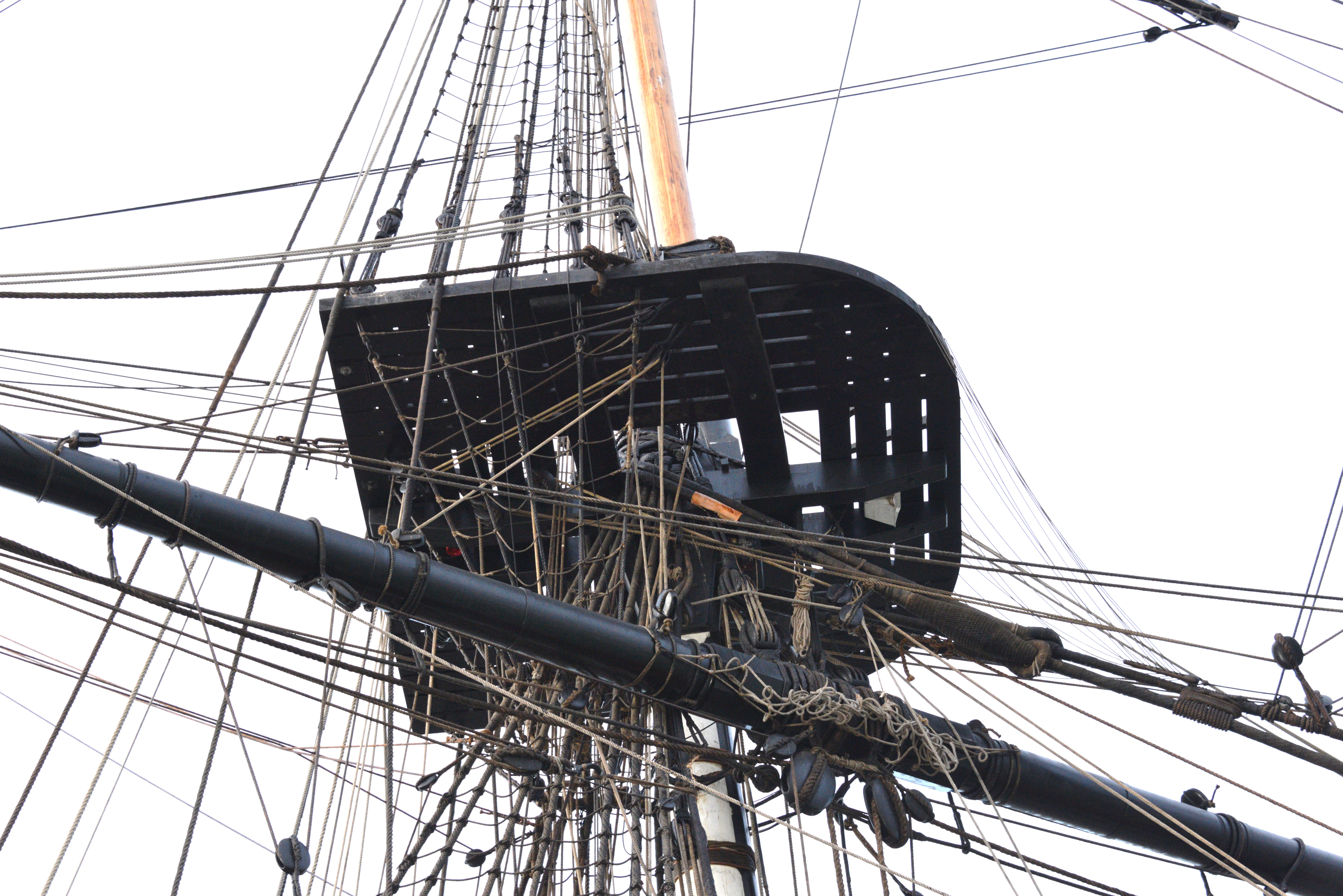
Марс фрегата «Герміона» знизу з реєю, вантами, путенс-вантами і стень-вантами
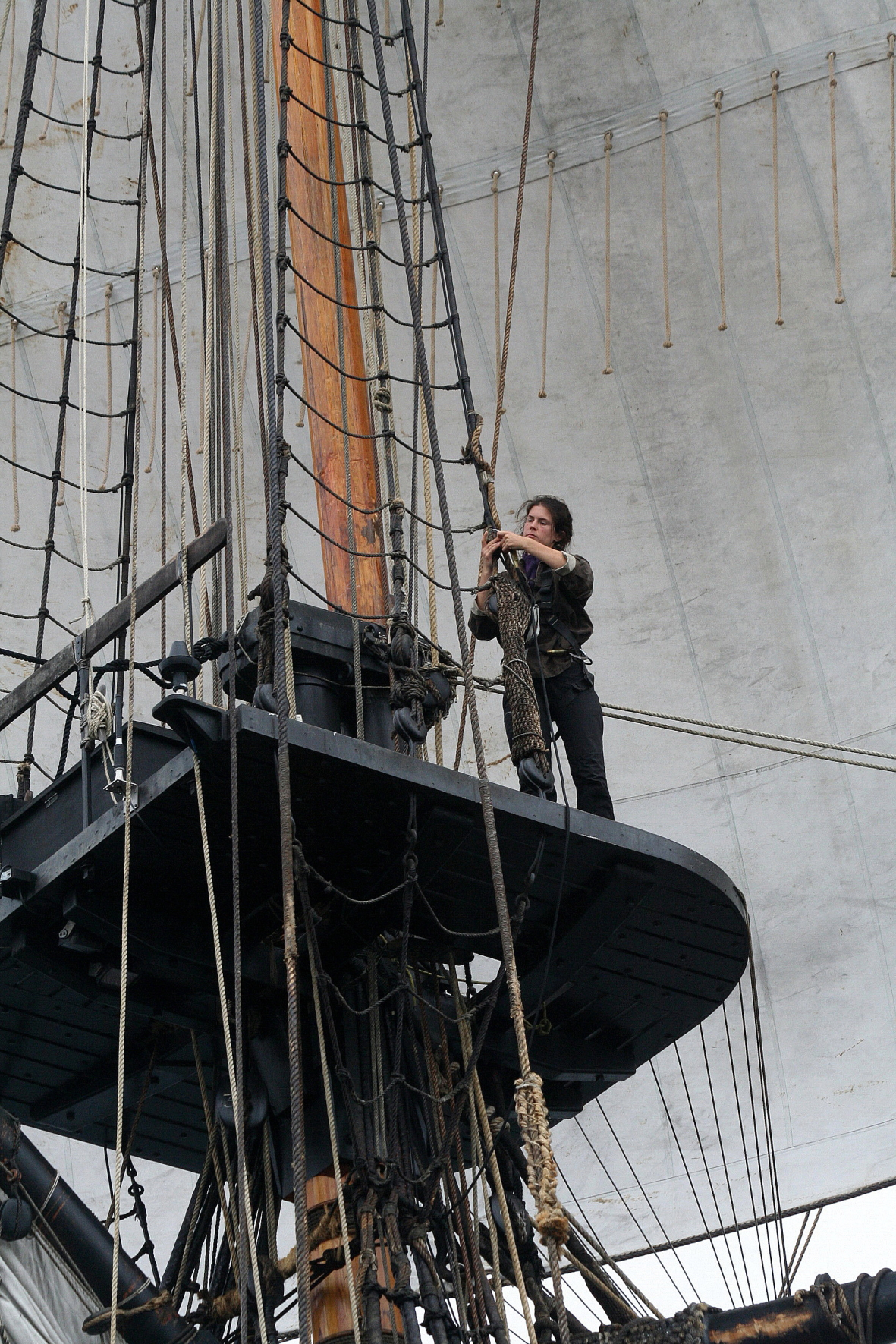
На марсі «Герміони»
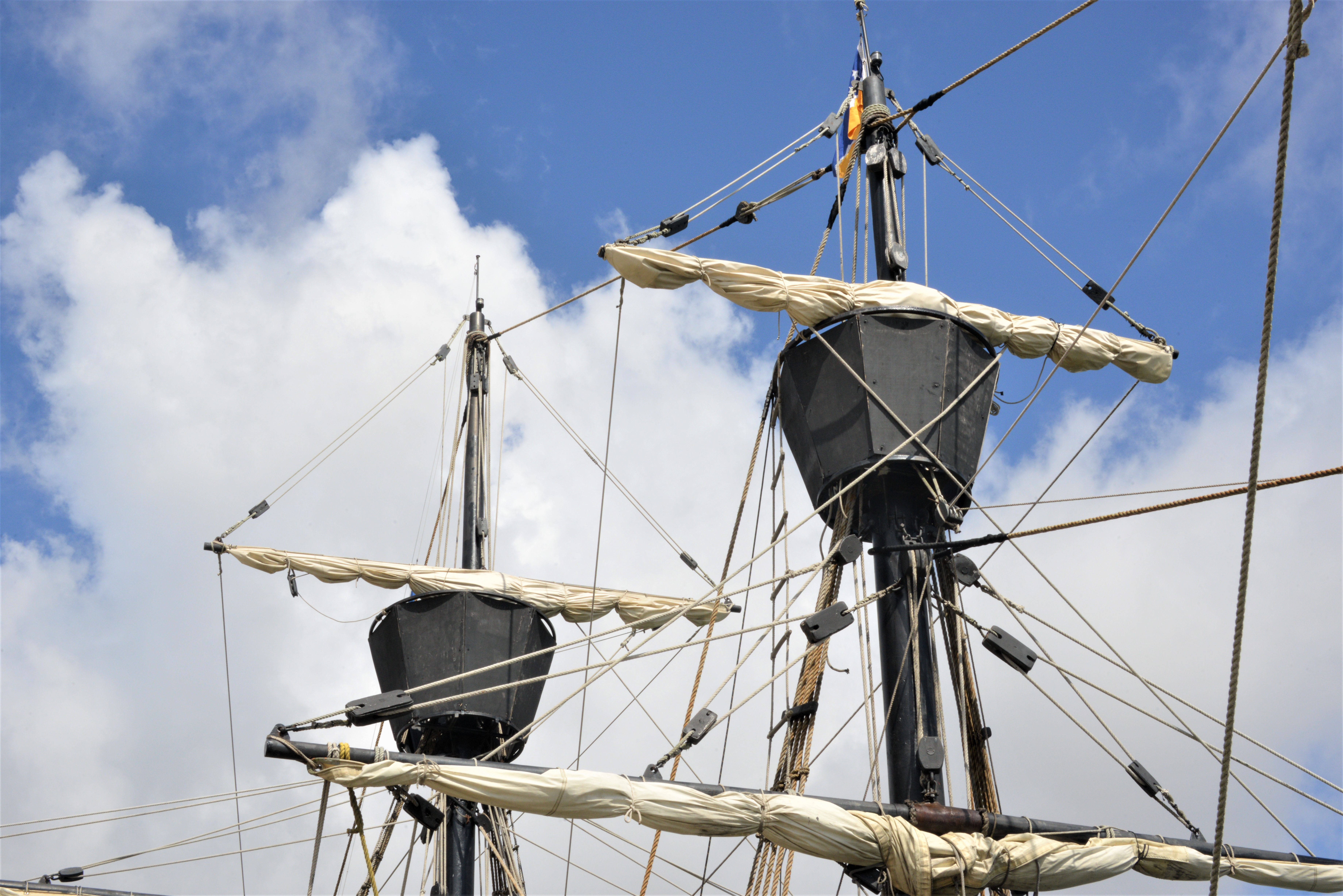
Марси (воронячі гнізда) реконструкції караки «Вікторія»
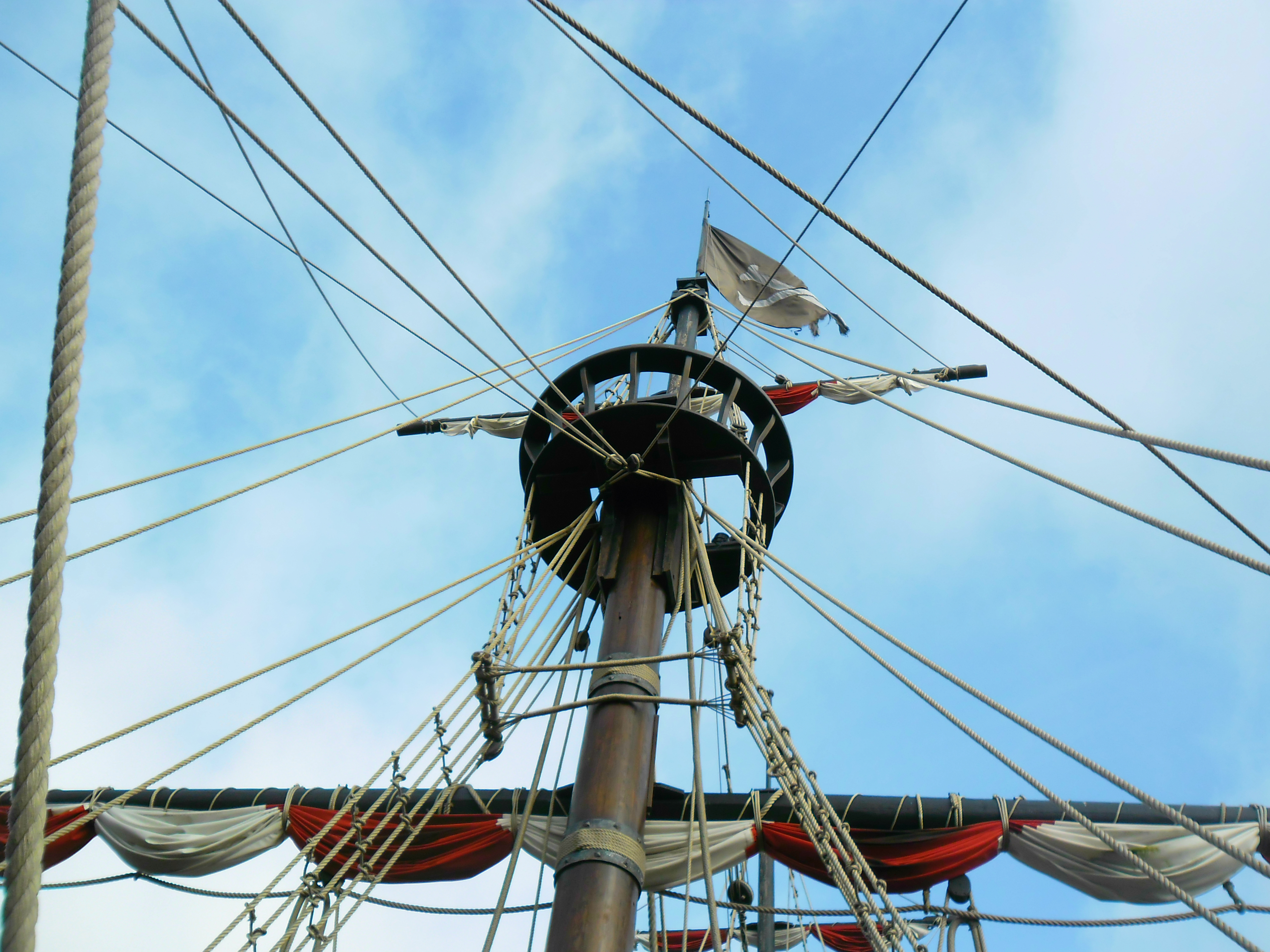
Марс піратського корабля в паризькому Діснейленді